# Ichthyerpeton
L'ittierpeton (gen. Ichthyerpeton) è un tetrapode estinto di incerta posizione sistematica. Visse nel Carbonifero superiore (Pennsylvaniano, circa 323 - 307 milioni di anni fa) e i suoi resti fossili sono stati ritrovati in Europa e in Nordamerica.

## Descrizione
Questo animale doveva essere lungo circa un metro, e possedeva un corpo piuttosto snello e allungato, caratterizzato da un rivetimento di piccole scaglie sovrapposte. La specie tipo, Ichthyerpeton bradleyae, possedeva almeno venticinque vertebre diplospondile con centri vertebrali cilindrici. Gli archi neruali nella regione caudale erano appaiati, mentre le spine neurali erano in contatto fra loro dorsalmente. L'arco emale era fuso e circondava il margine ventrale del centro. Ichthyerpeton era caratterizzato da femore e tibia robusti; il femore, in particolare, possedeva una morfologia unica fra i tetrapodi arcaici, con i condili fibulare e tibiale di lunghezza simile e privi di cresta per l'adduttore. La morfologia del femore e la sua lunghezza in relazione alla tibia suggerisce che l'olotipo di I. bradleyae fosse un individuo immaturo. La tibia era piatta, caratteristica tipica dei tetrapodi basali. Sembra che la specie I. squamosum fosse dotata di un corpo più snello e allungato rispetto alla specie tipo.

## Classificazione
Il genere Ichthyerpeton venne descritto per la prima volta da Thomas Huxley nel 1866, sulla base di resti fossili ritrovati nella zona di Jarrow in Irlanda sudorientale in terreni risalenti a circa 323 - 315 milioni di anni fa; la specie tipo è I. bradleyae. Un'altra specie, I. squamosum, venne descritta da R. L. Moodie nel 1909, sulla base di fossili ritrovati nella zona di Linton, in Ohio, in terreni un po' più recenti.
Ichthyerpeton è stato variamente attribuito ai colosteidi, ai temnospondili e agli embolomeri, ma le revisioni più recenti sulla base di microtomografia computerizzata dell'olotipo di I. bradleyae hanno escluso queste possibili parentele.